# John Sandfield Macdonald
Pour les articles homonymes, voir John Macdonald et Macdonald.
John Sandfield Macdonald, né le 12 décembre 1812 et mort le 1er juin 1872, est un homme politique canadien. Il a notamment été le premier premier ministre de l'Ontario après la création de la province à la suite de la confédération canadienne en 1867. Il a occupé les postes de premier ministre et de procureur général de l'Ontario du 15 juillet 1867 jusqu'en décembre 1871.

John Sandfield Macdonald a été le premier premier ministre de l'Ontario de 1867 à 1871.

## Biographie
Macdonald est né le 12 décembre 1812 à St Raphael West, dans le comté de Glengarry dans le territoire du Haut-Canada. Il a été membre de l'Assemblée législative de la province du Canada durant toute son existence, soit de 1841 à 1867. Il a été un partisan de l'établissement d'un gouvernement responsable et, bien qu'à l'origine adversaire de la Confédération, il s'est par la suite rallié à John A. Macdonald.
John Sandfield Macdonald a été le seul catholique à être premier ministre de l'Ontario jusqu'à l'arrivée à ce poste de Dalton McGuinty en 2003, un hiatus de 132 ans.

### Carrière politique

#### Premier ministre de l'Ontario
Les principales lois adoptée au début du mandat de John Sandfield Macdonald étaient surtout relatives à la colonisation (favorisation des américains) et au chemin de fer (prolongement). 
Dans les années qui suivirent, c’est surtout le développement de l'Ontario septentrional qui devint la priorité du gouvernement de John Sandfield Macdonald.
Les réalisations de son gouvernement comprennent les réformes qui ont légiféré sur l'enseignement primaire gratuit et obligatoire; l’établissement de collèges qui ont évolué pour devenir la Ryerson University et l'University of Guelph.

#### Démission
La fin de son mandat est assez complexe parce que les élections de 1871 n'établirent pas vraiment de majorité ce qui donna le pouvoir a John Sandfield Macdonald de rester en poste. Par contre plusieurs occasions se présentèrent pour ses opposants et John Sandfield Macdonald du finalement démissionner le 19 février 1871,.

## Décès
Déjà malade lors de sa démission en 1871,  John Sandfield Macdonald meurt le 1er juin à Ivy Hall.

## Vie personnelle
En 1840, alors qu'il était en mission pour le compte de Lord Durham auprès du ministre plénipotentiaire britannique à Washington, il rencontra Marie Christine Waggaman, fille de George Augustus Waggaman, ancien sénateur de la Louisiane. Ils se marièrent en 1840 et ils ont trois enfants.
Il était ordinairement connu par son deuxième prénom Sandfield et utilisait souvent comme sigrature « J. Sandfield Macdonald ".

## Archives
Il y a un fonds John Sandfield Macdonald à Bibliothèque et Archives Canada. Le numéro de référence archivistique est R3034. Il y a aussi une collection John Sandfield Macdonald aux Archives de l'Ontario. 